# Баязид (Джалаїрід)
Баязид – джалаїрський шейх Солтаніє, брат і противник Гійас ад-дін Ахмада.